# Martinvelle
Martinvelle és un municipi francès, situat al departament dels Vosges i a la regió del Gran Est. L'any 2007 tenia 129 habitants.

## Demografia

### Població
El 2007 la població de fet de Martinvelle era de 129 persones. Hi havia 60 famílies, de les quals 20 eren unipersonals (12 homes vivint sols i 8 dones vivint soles), 24 parelles sense fills i 16 parelles amb fills.
La població ha evolucionat segons el següent gràfic:
Habitants censats

### Habitatges
El 2007 hi havia 100 habitatges, 61 eren l'habitatge principal de la família, 24 eren segones residències i 15 estaven desocupats. 97 eren cases i 3 eren apartaments. Dels 61 habitatges principals, 52 estaven ocupats pels seus propietaris, 2 estaven llogats i ocupats pels llogaters i 7 estaven cedits a títol gratuït; 2 tenien dues cambres, 10 en tenien tres, 10 en tenien quatre i 39 en tenien cinc o més. 53 habitatges disposaven pel capbaix d'una plaça de pàrquing. A 34 habitatges hi havia un automòbil i a 22 n'hi havia dos o més.

### Piràmide de població
La piràmide de població per edats i sexe el 2009 era:
| Homes | Edats   | Dones |
| ----- | ------- | ----- |
| 0     | 95 o +  | 0     |
| 0     | 90 a 94 | 0     |
| 0     | 85 a 89 | 0     |
| 0     | 80 a 84 | 0     |
| 0     | 75 a 79 | 4     |
| 8     | 70 a 74 | 4     |
| 8     | 65 a 69 | 4     |
| 8     | 60 a 64 | 8     |
| 0     | 55 a 59 | 4     |
| 8     | 50 a 54 | 4     |
| 4     | 45 a 49 | 4     |
| 0     | 40 a 44 | 0     |
| 8     | 35 a 39 | 4     |
| 4     | 30 a 34 | 4     |
| 8     | 25 a 29 | 8     |
| 0     | 20 a 24 | 0     |
| 0     | 15 a 19 | 0     |
| 8     | 10 a 14 | 4     |
| 12    | 5 a 9   | 4     |
| 0     | 0 a 4   | 0     |

## Economia
El 2007 la població en edat de treballar era de 70 persones, 55 eren actives i 15 eren inactives. De les 55 persones actives 51 estaven ocupades (29 homes i 22 dones) i 4 estaven aturades (1 home i 3 dones). De les 15 persones inactives 9 estaven jubilades, 4 estaven estudiant i 2 estaven classificades com a «altres inactius».

### Ingressos
El 2009 a Martinvelle hi havia 61 unitats fiscals que integraven 126 persones, la mediana anual d'ingressos fiscals per persona era de 16.857 €.

### Activitats econòmiques
Els 2 establiments que hi havia el 2007 eren d'empreses d'hostatgeria i restauració.
L'any 2000 a Martinvelle hi havia 17 explotacions agrícoles que ocupaven un total de 1.276 hectàrees.

## Poblacions més properes
El següent diagrama mostra les poblacions més properes.